# Anetia briarea
 (енгл. Lesser false fritillary) је инсект из реда лептира (Lepidoptera) и породице шаренаца (Nymphalidae). 

## Распрострањење
Ареал врсте је ограничен на мањи број држава. Врста је присутна у Куби, Хаитију, и Доминиканској Републици.

## Станиште
Врста је присутна на подручју острва Куба и Хиспаниола. 

## Угроженост
Ова врста је на нижем степену опасности од изумирања, и сматра се скоро угроженим таксоном.